# Nudechinus inconspicuus
Nudechinus inconspicuus is een zee-egel uit de familie Toxopneustidae.
De wetenschappelijke naam van de soort werd in 1904 gepubliceerd door Theodor Mortensen.